# Adventismus
Adventismus je křesťanské hnutí, vzešlé z protestantského prostředí ve Spojených státech 19. století.

## Historie
Jméno vzniklo z latinského adventus, příchod, a odkazuje na víru v blízký druhý příchod Ježíše Krista, tedy brzký konec světa spojený se záchranou věřících a potrestáním hříšníků. Původcem adventismu se na přelomu 20. a 30. let 19. století stal amatérský biblista a baptistický kazatel William Miller, který dospěl na základě výpočtů založených údajně na údajích uvedených v bibli k závěru, že druhý příchod Krista nastane roku 1844. „Velké zklamání“ (Great Disappointment) milleritů poté, co 22. října 1844 ohlášená událost nenastala, vedlo k odchodu většiny přívrženců. Část věřících včetně samotného Millera však zůstala přesvědčena, že konec tohoto světa je blízko, a dala později vzniknout řadě dalších náboženských skupin, převážně odnoží církve a náboženské společnosti Adventisté sedmého dne.
Nejvýznamnějšími dnešními dědici původních myšlenek adventismu jsou dvě celosvětově rozšířené denominace, Adventisté sedmého dne a Svědkové Jehovovi. Přitom Adventisté přímo navázali na Millerovo hnutí, zatímco Badatelé bible (skupina, z níž o 50 let později vzešla druhé denominace s novým jménem Svědkové Jehovovi), byli snad pouze některými myšlenkami adventismu ovlivněni, především ve smyslu povzbuzování k bdělosti. Většina adventistických denominací patří do konzervativní až fundamentalistické části protestantského spektra a jejich typickým znakem je svěcení soboty (sabatu, sedmého dne) na rozdíl od v křesťanství daleko obvyklejší neděle. Většina adventního hnutí byla zpočátku netrojiční. V 2. polovině 20. století ovšem všechny z desítek skupin adventismu přijali nauku o Svaté Trojici a uchýlili se k ekumenismu a důležitější se pro ně stalo přijímání od lidí.[ujasnit] Výjimku tvoří Svědkové Jehovovi, kteří ovšem nejsou přímo návazní na hnutí adventistů.